# Buddhistické svátky

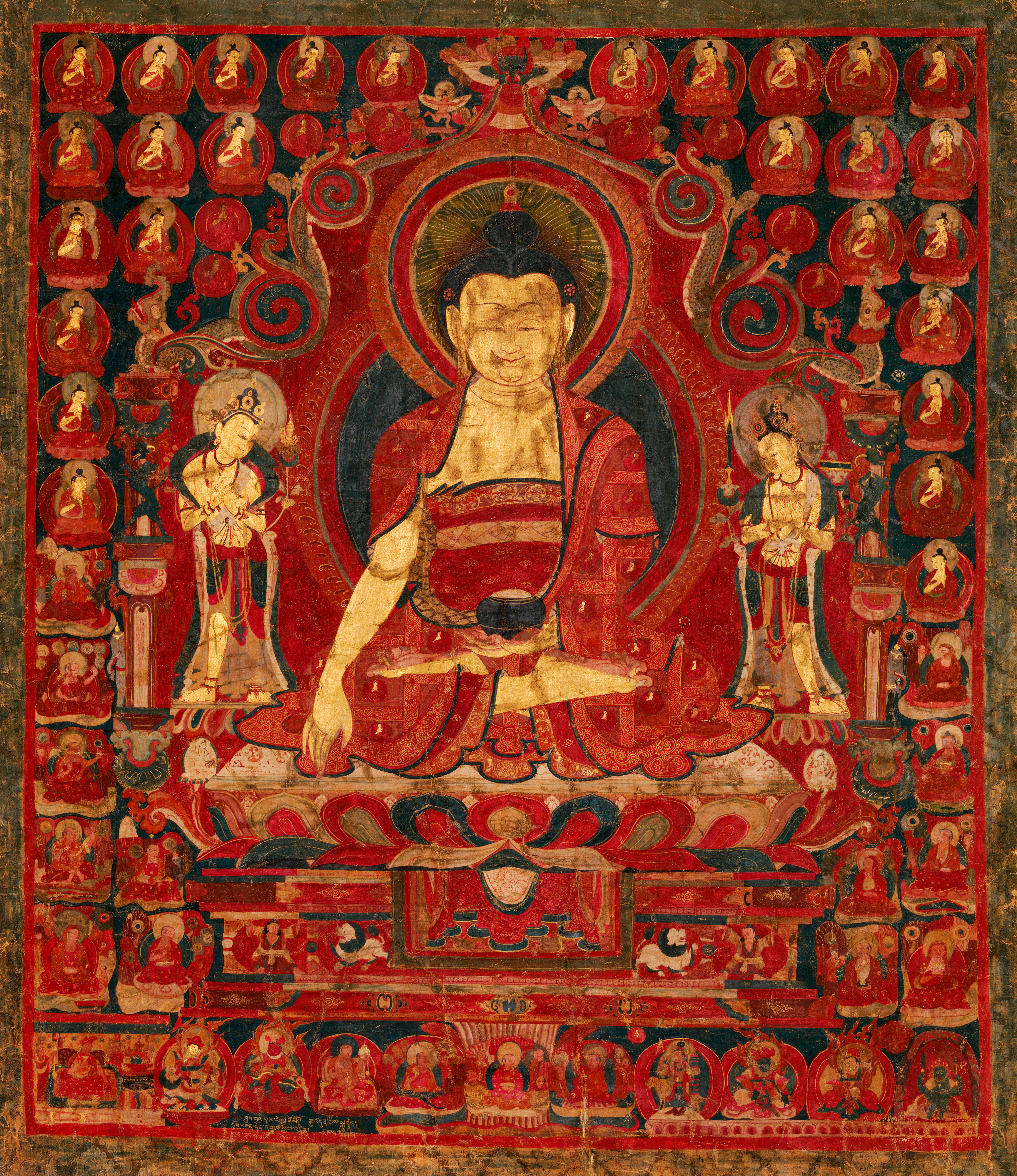
Buddha (obraz)

Buddhistické svátky se určují měsíční fází, takže datum svátků je každý rok proměnlivý. Některé totožné svátky jsou pozorovány v různých časových obdobích v různých částech Asie, jejichž důsledkem je různé datum Buddhových narozenin.
Buddhistické svátky jsou často směsicí světských a náboženských praktik. Způsoby jakými se slaví se mohou značně lišit podle tradic. Je mnoho významných dnů, které se v zemích se zastoupením buddhismu slaví. Často se jedná o kulturní svátky zmíněného náboženství, tudíž nemají tak velký význam pro západní kulturu.

## Vesak
Vesākha (Pali, Sanskrit: Vaisakha), také známý jako Buddha Purnima a Buddhův den, je svátek oslavován tradičně buddhisty v různé dny v Indii, na Srí Lance, v Číně, Japonsku, Jižní Koreji, Tchaj-wanu, Nepálu, Tibetu, Bangladéši, Bhútánu, Indonésii, Singapuru, Vietnamu, Thajsku, Kambodži, Laosu, Malajsii, Myanmaru a na dalších místech po celém světě. Někdy se  mu neformálně říká „Buddhovy narozeniny“, to připomíná narození, osvícení (buddhovstvím) a smrt (paranirvány) Buddhy v Theravadě.

## Makha Bucha
Makha Bucha je důležitý buddhistický svátek, který se slaví při úplňku dne Māgha v Kambodži, Laosu, Thajsku a na Srí Lance a při úplňku dne Tabodwe v Myanmaru. Duchovním cílem dne je nespáchat jakýkoliv druh hříchů; činit pouze dobro; očistit svoji mysl. Makha Bucha je veřejný svátek, kdy buddhisté mají ve zvyku jít do chrámu a provádět zasloužené aktivity.

## Buddhovy narozeniny
Buddhovy narozeniny je svátek tradičně slaven v mahájánovém buddhismu k uctění památky narození prince Siddhártha Gautamy, později Gautama Buddhy a zakladatele buddhismu. Podle svatých písem théravády Tripataka se Gautama narodil v Lumbini v současném Nepálu, kolem roku 563 před Kristem, a vyrůstal v Kapilavastu.
Podle této legendy, krátce po narození mladého prince Gautamy, astrolog jménem Asita navštívil jeho otce Šuddhódana a prorokoval, že Siddhártha se buď stane velkým králem nebo se vzdá všeho majetku světa, aby se stal svatým mužem, kvůli tomu, aby viděl, jaký je život mimo zdi paláce.
Šuddhódana byl odhodlaný vidět svého syna jako krále a tak mu zabraňoval v odchodu z paláce. Nicméně, jako devětadvacetiletý se princ navzdory otcovým snahám několikrát odvážil mimo palác. Dozvěděl se tak o utrpení obyčejných lidí, narazil na starého muže, nemocného člověka, mrtvolu a konečně na asketicky svatého muže, který je spokojený a smířený s celým světem. Tyto zkušenosti vyzvaly Gautama k opuštění královského života a vydání se duchovní cestou.

## Asalha Puja
Asalha Puja  (známý jako Asanha Bucha v Thajsku) je buddhistický svátek, který se obvykle koná v červenci při úplňku osmého lunárního měsíce. Slaví se v Kambodži, Thajsku, Laosu, Myanmaru, na Srí Lance a v dalších buddhistických zemích. Asalha Puja, také známý jako den Dhamma, je jedním z nejvýznamnějších buddhistických svátků. Oslavuje Buddhovo první kázání. Toto první stěžejní kázání, často označováno jako „uvedení kola Dhammy do pohybu“, je učení, které je zapouzdřeno pro buddhisty ve čtyřech ušlechtilých pravdách: existuje utrpení (dukkha); utrpení je způsobeno touhou (tanhá); existuje stav (nibbána) mimo utrpení a touhu; a konečně cesta k nirváně via osmidílná stezka. Všechny různé buddhistické školy a tradice se točí kolem ústřední doktríny čtyř ušlechtilých pravd.

## Uposatha
Uposatha je buddhistický den dodržování, existuje již dob Buddhy (500 př. n. l.) a v buddhistických zemích se dnes stále udržuje. Buddha učil, že den upósatha slouží pro „očištění poskvrněné mysli,“ což má za následek vnitřní klid a radost. Je to den pro nácvik učení a meditace Buddhy.

## Kathina
Kathina je buddhistický svátek, který přichází na konci Vassy, tříměsíčního období, při, kterém buddhističtí mniši zůstávají na jednom místě.Svátek se slaví v Bangladéši, Kambodži, Laosu, Myanmaru, na Srí Lance a v Thajsku. Období, během něhož může klášter držet Kathinu trvá jeden měsíc, začíná po úplňku jedenáctého měsíce lunárního kalendáře (obvykle říjen).
Je to čas pro světské buddhisty, aby vyjádřili vděčnost bhikkhuům (buddhistickým mnichům). Světští buddhisté nosí dary do chrámů, zejména nové šaty pro mnichy.

## Den Abhidhammy
Den Abhidhammy je buddhistická tradice, která se slaví především v Myanmaru. Den Abhidhammy slaví Buddhův vzestup do nebe, aby učil svou matku Abhidhammu. Slaví se na úplněk sedmého měsíce barmského lunárního roku, který začíná v dubnu. Sedmý měsíc odpovídá říjnu, datum pro tuto událost je 16. října 

## Loi Krathong
Loi Krathong je svátek slaven každoročně v Thajsku, Laosu, Shanu, Tanintharyi, Kelantanu, Kedahu a Xishuangbanně. Název by se dalo přeložit jako „plující koš“, a vychází z tradice výroby krathongů neboli zdobených košů, které pak plují po řece
Loi Krathong se koná večer při úplňku 12. měsíce v tradičního thajského lunárního kalendáře. Přesné datum svátku se každý rok mění. V západním kalendáři to obvykle bývá v listopadu. V roce 2015 svátek připadl na 25. listopadu; v roce 2016 byl svátek 14. listopadu.
Svátek je slaven pod různými jmény v jiných asijských zemích. V Myanmaru jako „Tazaungdaing“, na Srí Lance jako „Il Úplněk Poya“ a v Kambodži jako „Bon Om Touk“.

## Madhu Purnima
Madhu Purnima, také známý jako Honey Full Moon Festival nebo“ svátek nabízení medu“ je buddhistický svátek, který se slaví v Bangladéši, a to zejména v oblasti Chittagong a Mon lidmi v Thajsku.Slaví se v den úplňku v měsíci Bangla Bhadro (srpen / září).
Modhu Purnimase slaví jako radostný den jednoty a lásky. Všichni buddhisté nosí do klášterů dary, nejčastěji med či ovoce.

## Obřad královské orby
Obřad královské orby (anglicky Royal Ploughing Ceremony)  také známý jako svátek orby je starobylý královský rituál konající se v mnoha asijských zemích u příležitosti začátku vegetačního období rýže.
V obřadu, jsou dva posvátní voli zavěšeny na dřevěném pluhu a orají. Po orbě jsou volům nabízeny talíře potravin, včetně rýže, kukuřice, zelených fazolí, sezamu, čerstvé posečené trávy, vody a rýžového whisky.

## Kandy Esala Perahera
Kandy Esala Perahera, také známý jako „svátek zubu“ je velkolepý svátek, který se slaví s elegantními kostýmy a koná se v červenci a srpnu v Kandy na Srí Lance. Tento historický průvod se koná každý rok, aby se vzdal hold „relikvii posvátného zubu“ Buddhy, která je umístěna na Sri Dalada Maligawa v Kandy.Průvod se skládá z mnoha tradičních místních tanců. Svátek končí tradičním diya-kepeema rituálem, který se koná na řece Mahaweli na Getamb v Kandy

## Svátek duchů
Svátek duchů (anglicky the Ghost Festival nebo the Hungry Ghost Festival) je tradiční buddhistický a taoistický svátek konající se v asijských zemích. Podle čínského kalendáře se Svátek duchů slaví 15.noci sedmého měsíce (14. v jižní Číně).
V čínské kultuře, patnáctý den sedmého měsíce v lunárním kalendáři se nazývá Den duchů a sedmý měsíc je obecně považován za Měsíc duchů, ve kterém duchové, včetně zemřelých předků přicházejí ze záhrobí.

## Den Bodhi
Den Bodhi je buddhistický svátek, který připomíná den, kdy historický Buddha, Siddhártha Gautama zažil osvícení také známé jako bodhi v sanskrtu a páli. Podle tradice, Siddhártha nedávno upustil od roků extrémních asketických praktik a rozhodl se sedět pod stromem peepal a jednoduše meditovat, dokud nenajde kořen utrpení, a jak z něj sebe sama osvobodí.